# Godzilla x Mechagodzilla
Godzilla × Mechagodzilla (ゴジラ×メカゴジラ Gojira x Mekagojira?, también conocida como Godzilla Against Mechagodzilla) es una película japonesa de ciencia ficción tokusatsu y kaiju, producida y distribuida por Tōhō. Es la 27ª película de la franquicia Godzilla, la 26ª película de Godzilla producida por Tōhō y la cuarta película de la serie Millennium. La película es dirigida por Masaaki Tezuka y escrita por Wataru Mimura. A diferencia de gran parte de la serie Millennium, la película tiene continuidad con películas pasadas como Godzilla, Mothra y The War of the Gargantuas. La película fue sucedida por una secuela directa el año siguiente, Godzilla x Mothra x Mechagodzilla: Tokyo S.O.S..

## Sinopsis
Debido al peligro que godzilla representa, las fuerzas de autodefensa de Japón utilizan el esqueleto del Godzilla original, creando así a un robot llamado «kiryu», kiryu pelea contra godzilla, pero en poco tiempo recupera memorias del Godzilla original cuando godzilla emite su rugido, teniendo un ataque de locura destruyendo la ciudad, pero al poco tiempo se le acabó la energía, más tarde vuelve a pelear contra godzilla, pero intentando usar el canon de cero absoluto antes de que kiryu pueda activar el arma, godzilla activa su aliento atómico y noquea a kiryu, después de que kiryu se levanta nuevamente godzilla intenta lanzarle su aliento atómico, pero es distraído por un avión de las fuerzas de autodefensa de Japón lanzandole su aliento atómico y le da en un ala y el avión cae en manos de godzilla, pero antes de que godzilla destruya al avión kiryu se levanta nuevamente y activa su cañón de cero absoluto y le quita el avión de la boca a godzilla y se lo lleva al mar y allí logra activar el canon de cero absoluto, pero godzilla sobrevivió aunque con una herida en el pecho, mechagodzilla también sobrevivió, pero perdió un brazo y el cañón de cero absoluto.

## Reparto
- Yumiko Shaku como Lugarteniente de JXSDF Akane Yashiro, the main human protagonist.
- Shin Takuma como Tokumitsu Yuhara.
- Kana Onodera como Sara Yuhara.
- Kou Takasugi como Coronel de JXSDFTogashi.
- Akira Nakao como Primer Ministro Hayato Igarashi.
- Yūsuke Tomoi como Primer Lugarteniente de JXSDF Susumu Hayama.
- Junichi Mizuno como Segundo Lugarteniente de JXSDF Kenji Sekine.
- Kumi Mizuno como Primer Ministro Machiko Tsuge.
- Yoshikazu Kanō como Hishinuma.
- Takeo Nakahara como Mayor de JXSDF Ichiyanagi.
- Kōichi Ueda como Dobashi.
- Midori Hagio como Kaori Yamada.
- Akira Shirai como Shinji Akamatsu.
- Naomasa Rokudaira como Dr. Gorō Kanno
- Shinji Morisue como Primer Lugarteniente de JXSDF.
- Hideki "Gojira" Matsui como él mismo.
- Tsutomu Kitagawa como Godzilla.
- Hirofumi Ishigaki como Kiryu.

## Estreno
Godzilla x Mechagodzilla fue estrenada en Japón el 14 de diciembre de 2002.
Con un presupuesto de aproximadamente $8.5 millones, Godzilla x Mechagodzilla se estrenó en Japón el 13 de diciembre de 2002 y ganó $2253,231 en su primer fin de semana. Llegó a recaudar aproximadamente $16 millones en Japón, convirtiéndose en el segundo mayor éxito de las películas Millennium de Godzilla en la taquilla. Se vendieron aproximadamente 1,7 millones de entradas.  

## Recepción
Godzilla × Mechagodzilla recibió reseñas generalmente positivas de la audiencia. En el sitio web Rotten Tomatoes, la película posee una aprobación de parte de la audiencia de 70%, basada en 7636 votos, con una calificación de 3,5/5.
En el sitio IMDb los usuarios le asignaron una calificación de 6.8/10, sobre la base de 3385 votos. En la página web FilmAffinity la cinta tiene una calificación de 5.6/10, basada en 66 votos.